# 察拉哈薩克
察拉哈薩克，是指生活在吉爾吉斯斯坦的哈薩克人，現在一般視其為吉爾吉斯人，但他們不屬吉爾吉斯人三大部落系統中任何一個部落。
察拉在哈薩克語即是半，在哈薩克斯坦是指那些不懂哈薩克語與哈薩克族文化，已俄羅斯化的哈薩克人。
在吉爾吉斯，因哈薩克人與吉爾吉斯人自古以來關係很密切，但因他們不屬任何一吉爾吉斯部落，所以稱为察拉哈薩克。